# Mareugheol
Mareugheol ist eine französische Gemeinde in der Region Auvergne-Rhône-Alpes im Département Puy-de-Dôme im Arrondissement Issoire im Kanton Brassac-les-Mines.

## Allgemeines
Die Gemeinde gehört mit 7,54 Quadratkilometern zu der Mehrzahl der kleineren Gemeinden Frankreichs. Sie liegt auf 525 bis 762 Meter Meereshöhe 6,4 Kilometer nordwestlich von Saint-Germain-Lembron und hat 226 Einwohner (Stand 1. Januar 2022). An der nordöstlichen Gemeindegrenze verläuft das Flüsschen Lambronnet.

## Geschichte
Der Ort ist 1032 als „Maroiolus“ erwähnt. Während des Hundertjährigen Krieges (14./15. Jahrhundert) wurde das Dorf befestigt.

## Sehenswürdigkeiten
- Fort Mareugheol, Reste einer größeren (65 m je Kante) quadratischen Befestigungsanlage des Dorfes aus Basaltsteinen mit runden Ecktürmen (14./15. Jahrhundert); im Innern enge Gassen
- Innerhalb dieser Anlage die Kirche Saint-Victor et Sainte-Couronne, romanisch mit späteren Bauteilen (12.–16. Jahrhundert), mit Statuen einer stillenden Madonna (15. Jahrhundert), des Saint Guerrier und des Saint Roche (17. Jahrhundert); im oktogonalen Turm eine Bronzeglocke von 1747
- Herrenhaus Eyry (15. Jahrhundert)

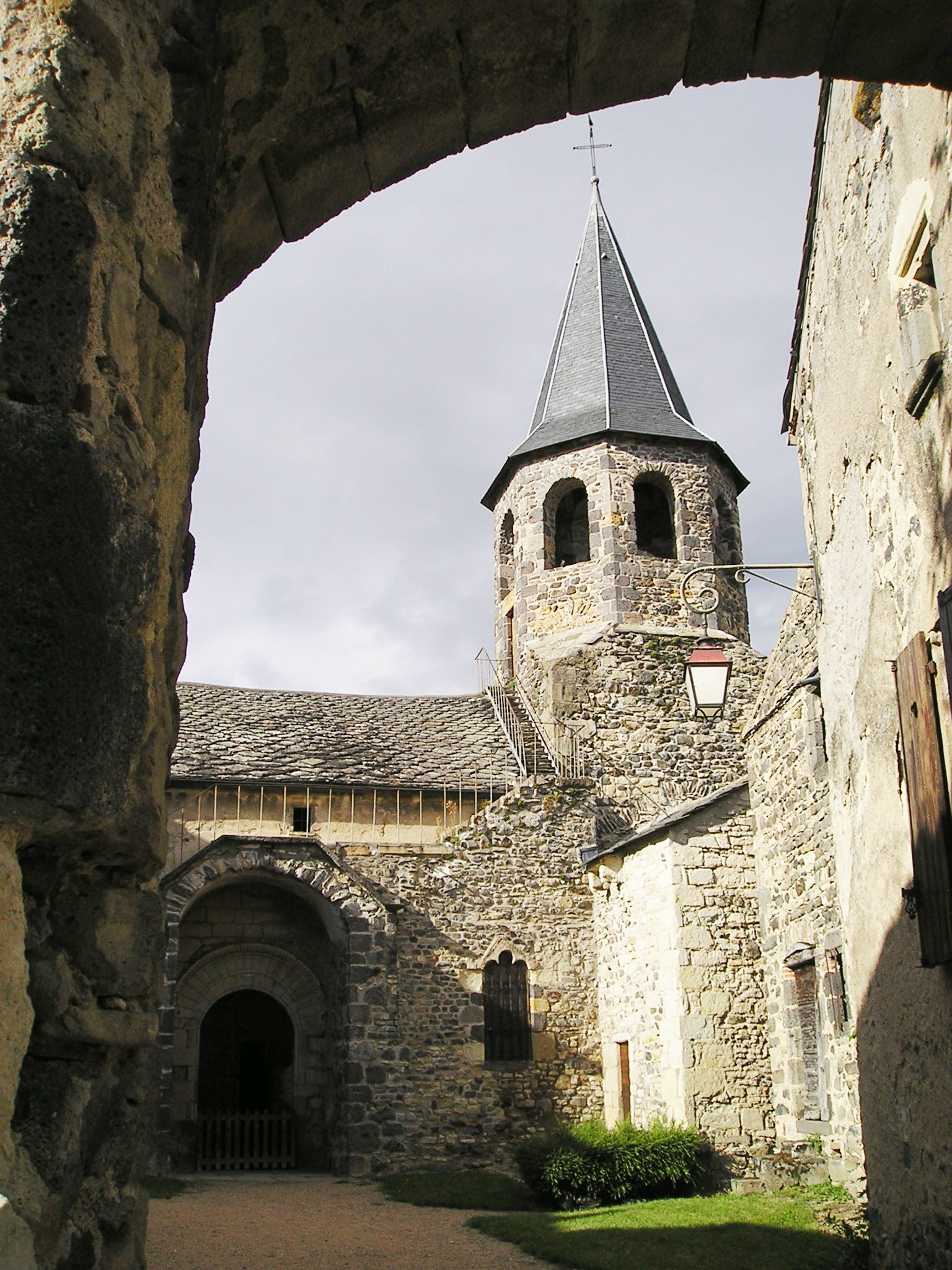
Die Kirche von Mareugheol
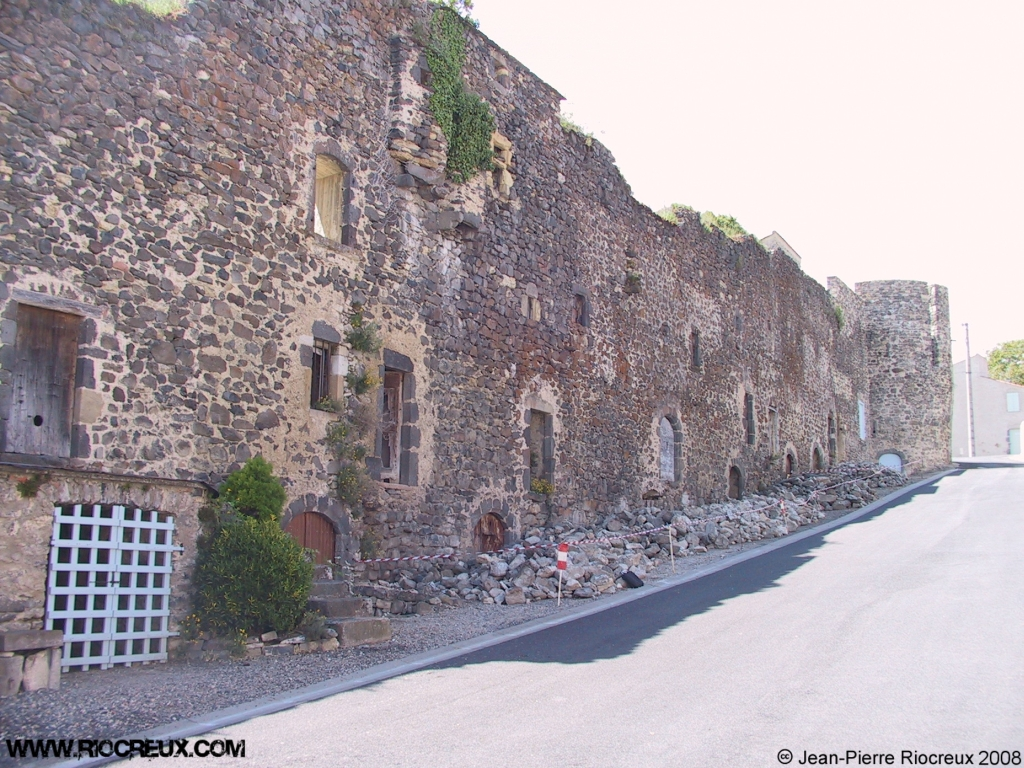
Mareugheol, nördliche Front der Befestigungsanlage des mittelalterlichen Dorfes